# Jacques Songo'o
Jacques Celestin Songo'o (Sackbayene, 17 maart 1964) is een Kameroens voormalig voetballer die als doelman speelde.
Songo'o begon in 1984 bij Canon Yaoundé. In 1989 ging hij naar Frankrijk waar hij eerst voor SC Toulon en Le Mans UC72 speelde. Tussen 1993 en 1996 speelde hij meer dan honderd wedstrijden voor FC Metz voor hij tot 2001 150 wedstrijden voor Deportivo La Coruña speelde. Hierna speelde hij nog twee seizoenen bij Metz alvorens zijn loopbaan in 2004 bij Deportivo te besluiten. Hierna vestigde hij zich in Spanje.
Hij speelde 76 wedstrijden voor het Kameroens voetbalelftal waarmee hij aan vier wereldkampioenschappen deelnam en waarmee hij tweemaal de Africa Cup won. Ook zijn zoon Franck is voetballer.

## Erelijst
- Coupe de la Ligue: 1996 (Metz)
- Spaans kampioen: 2000
- Spaanse supercup: 2000
- Africa Cup: 1998, 2002
- Trofeo Zamora: 1997